# Фрідріх Шпее
Фрідріх Шпее фон Лангенфельд (нім. Friedrich Spee von Langenfeld; 25 лютого 1591, Дюссельдорф — 9 серпня 1635, Трір) — німецький релігійний поет, письменник та священник-єзуїт. Автор церковних гімнів і хоралів, зібраних у книзі «Упертий соловей, чи Духовно-розважальна гай» (1629).
Шпее був також відомий як противник відьомських процесів. Шпее був першим видатним діячем свого часу, який представив авторитетні письмові та усні доводи проти тортур, особливо у зв'язку з їх ненадійністю для отримання «правди» від катованих.
Його ім'я часто невірно цитується як «Фрідріх фон Шпее», в тому числі на пам'ятнику, спорудженому в його рідному Кайзерсверті (нині частина Дюссельдорфа).

## Біографія

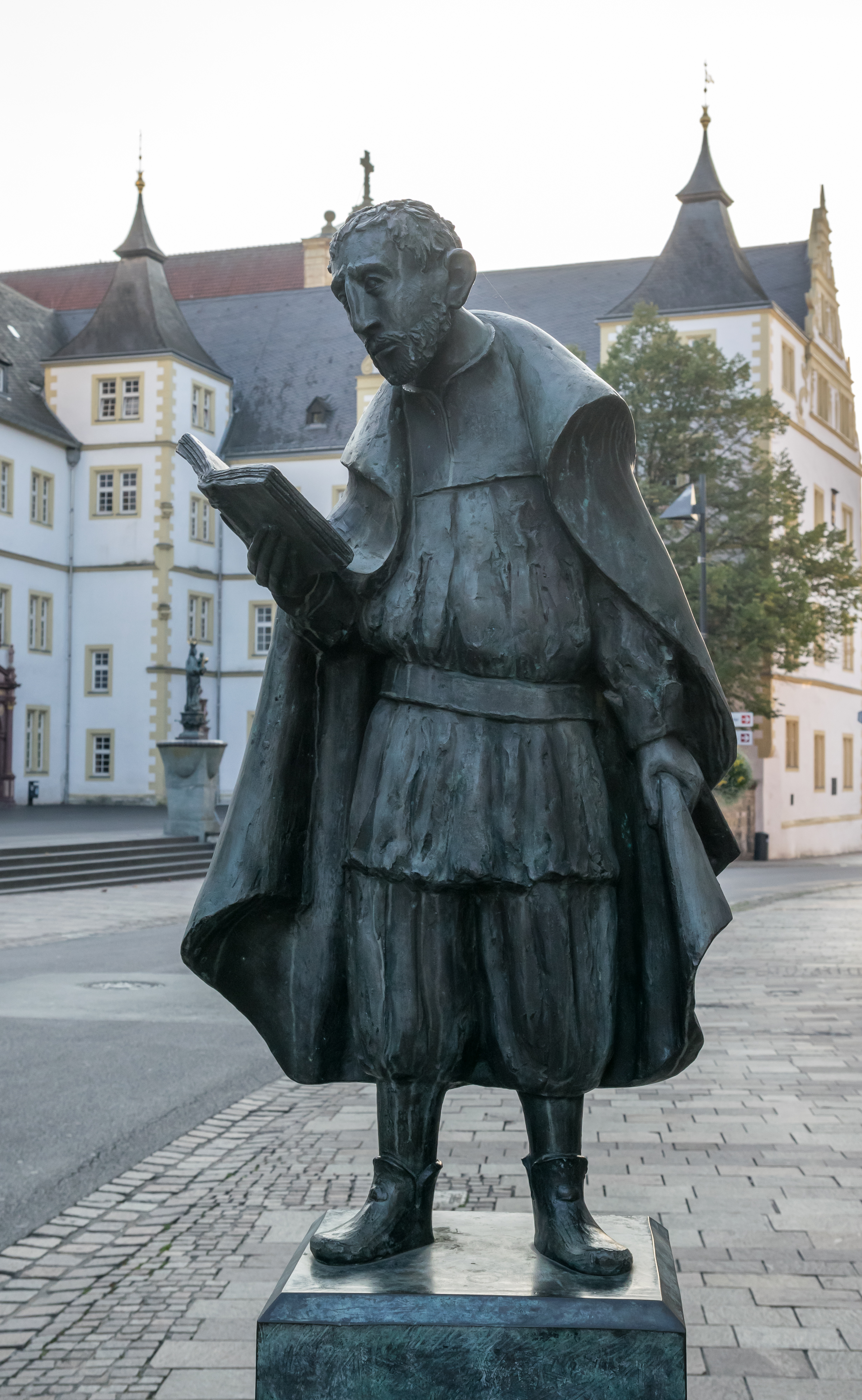
Пам'ятник в Падерборні

Фрідріх Шпее фон Лангенфельд народився 25 лютого 1591 року в Кайзерсверті поблизу Дюссельдорфа в сім'ї високопоставленого чиновника з Кельна. У нього було дві сестри і два брати.
Він отримав гарну освіту, а також роботу місцевого священника Каспара Уленберга не міг залишитися без впливу на Шпее. У 1610 році він вступив в Орден єзуїтів проти волі своїх батьків у 19-річному віці в Трірі. Коли чума спалахнула в Трірі, він переїхав до Фульди і дав там свої перші обітниці в 1612 році. Після трьох років у послушництві він завершив заплановане вивчення філософії у Вюрцбурзі в 1612—1615 роках. Орден відхилив його бажання відправитися в Індію в якості місіонера в 1617 році. У 1616—1617 роках він викладав під керівництвом Вільгельма Меттерніха в єзуїтському коледжі в Шпаєрі.
Після завершення богословських досліджень в Майнці в 1619—1623 роках Фрідріх був висвячений на священника в Майнцькому соборі 28 березня 1623 року. Після закінчення університету він працював в 1623—1626 роках викладачем в Богословському факультеті в Падерборні і був проповідником в соборі в Падерборні.
З осені 1627 року Шпее викладав у — Везелі і Кельні і розробив духовні тексти для пастирського піклування кельнських віруючих (побожних жінок), які пізніше були опубліковані як — Das Güldene Tugendbuch (Золота книга чеснот). Це свого роду книга про три божественних достоїнства віри, надії і любові.
У жовтні 1628 року йому було доручено провести перевтілення в Пайні. Мешканцям була надана можливість покинути місто або прийняти католицьку віру. Вважається, що це стало причиною нападу на Фрідріха Шпее в 1629 році, коли він був важко поранений.
Після того, як Фрідріх оговтався від травм, в 1629 році він отримав звання професора морального богослов'я в Падерборні, яке було відкликано від нього в 1631 році через сильний опір в ордені його доктринальному змісту.
У 1630 році генеральний настоятель отець Вітеллескі заперечив проти дисциплінарного стягнення у справі Шпее, але не зміг запобігти його звільненню в 1631 році. Зовсім недавно, в січні 1632 року, Вітеллескі виступив за відновлення Шпеса на посаді професора морального богослов'я, в серпні того ж року, після публікації анонімного видання — Cautio Criminalis (Застереження обвинувачам), але за виключення з Товариства Ісуса.
У 1633 році, через два роки після публікації Cautio Criminalis, орден перевів його в Трір в якості професора казуїстики, сповідника в'язниць і лікарень. Там Шпее закінчив «Trutznachtigal», збірник художніх ліричних віршів і церковних пісень, який, ймовірно, почався десять років тому і був опублікований посмертно в Кельні в 1649 році.
У Трірі він заразився і помер 7 серпня 1635 року в 44-річному віці. Його тіло було поховано в склепі, названому на його честь, в церкві єзуїтів у Трірській семінарії, колишній єзуїтській колегії. Він був похований там між своїми побратим, тільки в 1980 році його могила була виявлена під час археологічних досліджень. Гробниця була відновлена і стала доступною, а кістки Шпее зараз лежать в пізньому античному саркофазі.

## Публікації

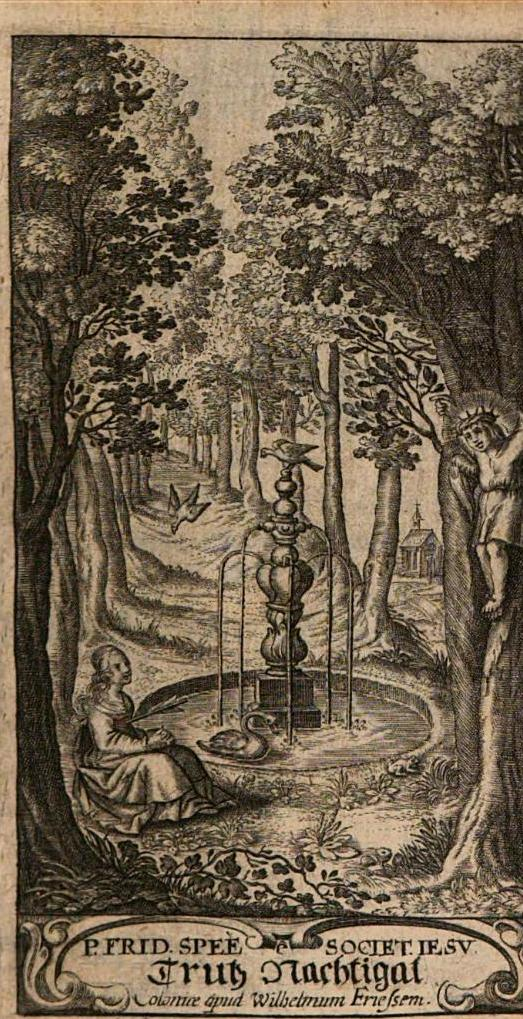
Збірка псалмів Шпее Суперник Солов'я

Літературна діяльність Шпее була в значній мірі обмежена останніми роками його життя, відомості про яку відносно невеликі. Дві з його робіт були опубліковані тільки після його смерті: Goldenes Tugendbuch (Золота книга чеснот), книга про посвячення, яку високо цінував Лейбніц, і Trutznachtigall (суперник Солов'я), збірник 50—60 релігійних гімнів, що займає чільне місце серед релігійних текстів XVII століття, неодноразово передруковувався і оновлювався по теперішній час.
Його головна праця, Cautio Criminalis (Застереження обвинувачів), являє собою процесуальний аналіз звинувачення в чаклунстві, заснований на його власному досвіді в Вестфалії. Вважається, що протягом тривалого часу він був «сповідником відьом» у Вюрцбурзі, оскільки, очевидно, він знав про такі речі, які представляли собою приватні думки засуджених. Книга була надрукована латинською мовою в 1631 році в Рінтельні без згадки імені Шпее або його дозволу.
Він не виступав за негайне скасування судових процесів за звинуваченням у чаклунстві, але описував з сарказмом порушення, що склалися в процедурі судового розгляду, зокрема, використання диби. Він вимагав реформ у цій сфері, зокрема, введення нового німецького імперського законодавства про відьом, і відповідальності з боку суддів за можливу шкоду. Якби всі пропоновані їм заходи були здійснені тоді ж, вони могли б швидко покласти край масовим переслідуванням підозрюваних у чаклунстві.
Тим не менш, книга Cautio Criminalis дійсно призвела до відмови від спалення відьом у ряді місць, особливо в Майнці, і до поступового відмови від подібних процесів. Моральний ефект його публікації був значним (хоча в основному серед католиків — тоді як серед протестантів, навпаки, у переслідування відьом в той час були активні прихильники, такі як Бенедикт Карпцов). У тому ж XVII столітті книга була перевидана кілька разів, в тому числі в перекладах.
У середовищі єзуїтів, до яких ставився Шпее, трактат був сприйнятий вельми прихильно. Між іншим, Шпее зазначив, що Німеччина і Англія напевно мають більше відьом і чортів, ніж Іспанія та Італія, оскільки в перших двох відбулося набагато більше спалень. Це зауваження являло собою явну критику протестантизму в Європі, який, на його думку, був винен у ще більших зловживаннях, ніж у католицьких країнах. Його книга перевидається до теперішнього часу.

### Аргументи проти тортур

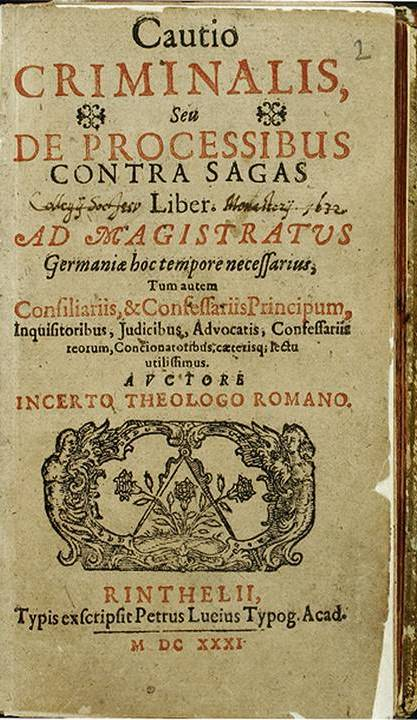
Книга Шпее Застереження обвинувачам, видана від імені «невідомого римського богослова»

Застереження обвинувачам містить 52 питання, які Шпее поставив і на які спробував відповісти. Серед його найбільш значних висновків були наступні:
- (17) що передбачуваної відьмі повинні бути надані адвокат і юридичний захист, а тяжкість злочину робить це право ще більш важливим, ніж зазвичай.
- (20) що існує реальний ризик того, що невинні зізнаються в скоєнні злочинів під тортурами просто для того, щоб зупинити біль.
- (25) що засудження передбачуваних відьом, які не зізналися під тортурами, є абсурдом. Шпее заперечував думку, ніби таке мовчання саме по собі було свідченням чаклунства, оскільки в цьому випадку будь-хто міг бути визнаний винним.
- (27) що тортурами не можна домогтися істини, оскільки ті, хто бажають припинити свої страждання, можуть зупинити їх як правдою, так і брехнею.
- (44) що від видачі «співучасників» «відьмами», які піддавалися тортурам, було мало користі: або катована була невинною, в цьому випадку у неї не було спільників, або вона дійсно була в змові з дияволом, і в такому випадку її доносам взагалі не слід було довіряти.

Шпее був особливо стурбований випадками, коли людина була піддана тортурам і примушений до видачі «спільників», яких потім катували і змушували видати, в свою чергу, ще інших «спільників», поки всі підряд не опинялися під підозрою:
Багато людей, так активно нацьковують інквізицію проти чаклунів у своїх містах і селах, не знають, не помічають і не передбачають, що як тільки вони починають вимагати тортур, кожному катованому доводиться видати ще кількох. Процеси будуть продовжуватися, так що врешті-решт доноси неминуче досягнуть їх самих і їх сім'ї, оскільки, як я вже попередив вище, кінця не буде, поки не спалять всіх.
Шпее не заперечував існування відьом, і почав свій трактат з твердження, що відьми існують. Тим не менш, він був дуже стурбований тим, що невинні люди піддавалися тортурам і страт поряд з «справжніми відьмами», у що він твердо вірив. Він стверджував, що Притча про пшеницю і кукіль в Євангеліє від Матвія 13: 24-30, означає, що деякі винні повинні бути звільнені з тим, щоб не засудити випадково невинних.

### Автор гімнів
Шпее написав тексти і мелодії десятків релігійних гімнів, і до теперішнього часу вважається автором більшості німецьких католицьких гімнів, написаних по теперішній час. Хоча за життя він писав псалми анонімно, сьогодні йому приписують ряд популярних гімнів, в тому числі «O Heiland, reiß die Himmel auf», різдвяний гімн «З високих небес зійди, о Ангел», і великодній гімн «Радіємо» (останні два з XX століття відомі з англійськими текстами).

## Дв. також
Інші видатні сучасні критики полювання на відьом:

### Католицькі
- Алонсо де Саласар-і-Фріас (1564—1636)
- Джанфранческо Понцінібіо (?—1520)

### Протестантські
- Вейер Йоганн (1515—1588)
- Реджинальд Скотт (1538—1599)
- Корнеліус Лоос (1546—1595)
- Антон Преторіус (1560—1613)
- Балтазар Беккер (1634—1698)

### Монографії
- Frank Sobiech: Jesuit Prison Ministry in the Witch Trials of the Holy Roman Empire. Friedrich Spee SJ and his Cautio Criminalis (1631), (Bibliotheca Instituti Historici Societatis Iesu, Band 80). Institutum Historicum Societatis Iesu, Rom 2019, ISBN 978-88-7041-380-9.
- Walter Rupp: Friedrich von Spee. Dichter und Kämpfer gegen den Hexenwahn. 3. Aufl. Ostfildern 2011.
- Dieter Kunze (Hrsg.): Friedrich-Spee-Lesebuch. Berlin, Münster, 2010.
- Friedrich Spee. Priester, Mahner und Poet. (1591—1635), Ausstellungsbegleitbuch, Erzbischöfliche Diözesan- und Dombibliothek, Köln 2008, ISBN 978-3-939160-16-8.
- Cornelia Rémi: Philomela mediatrix. Friedrich Spees Trutznachtigall zwischen poetischer Theologie und geistlicher Poetik, Lang, Frankfurt/M. 2006 (zugl. Dissertation, Universität München 2004), ISBN 3-631-52765-9.
- Frank Rustemeyer, Nur zun Himmelspforten Verweisets allen ton. Allegorie im Werk Friedrich Spees, Mentis-Verlag, Paderborn 2003, ISBN 3-89785-369-8.
- Gunther Franz (Hrsg.): Friedrich Spee zum 400. Geburtstag. Kolloquium der Friedrich-Spee-Gesellschaft Trier, Bonifatius-Verlag, Paderborn 2001, ISBN 3-87088-778-8.
- Friedrich Spee und das nördliche Rheinland, Ausstellung, Hrsg. von der Universitäts- und Landesbibliothek Düsseldorf, Düsseldorf 2000 (Digitalisat)
- Helmut Weber, Gunther Franz: Friedrich Spee (1591—1635), Friedrich-Spee-Gesellschaft, Trier 1996, ISBN 3-87760-084-0.
- Christian Feldmann: Friedrich Spee, Hexenanwalt und Prophet, Herder, Freiburg 1993, ISBN 3-451-22854-8.
- Theo van Oorschot: Zwischen Zorn und Zärtlichkeit. Friedrich Spee, (Persönlichkeit und Geschichte, 140). Muster-Schmidt, Göttingen 1992, ISBN 3-7881-0140-7.
- Anton Arens: Friedrich Spee. Ein dramatisches Leben, Verlag Weyand, Trier 1991, ISBN 3-924631-25-5.
- Martina Eicheldinger: Friedrich Spee. Seelsorger und poeta doctus. Die Tradition des Hohenliedes und Einflüsse der ignatianischen Andacht in seinem Werk, Niemeyer, Tübingen 1991 (zugl. Dissertation, Universität Heidelberg 1991), ISBN 3-484-18110-9.
- Gunther Franz (Hrsg.): Friedrich Spee. Dichter, Seelsorger, Bekämpfer des Hexenwahns. Kaiserswerth 1591 — Trier 1635. Katalog der Ausstellung in Düsseldorf 1991, Trier 1991.
- Spee — wider den Wahn. 1591—1991. Aschermittwoch 1991, Ausstellung, Hrsg. von der Hauptabteilung «Bau, Kunst und Technische Dienste» im Bischöflichen Generalvikariat, Diözesanmuseum, Trier 1991.
- Doris Brockmann, Peter Eicher (Hrsg.): Die politische Theologie Friedrich von Spees. Fink, München 1991, ISBN 3-7705-2721-6.
- Karl Keller: Friedrich Spee von Langenfeld (1591—1635). Leben und Werk des Seelsorgers und Dichters. Keuck, Geldern 1990, ISBN 3-928340-00-X.
- Karl-Jürgen Miesen: Friedrich Spee. Pater, Dichter, Hexen-Anwalt, Droste-Verlag, Düsseldorf 1987, ISBN 3-7700-0741-7.
- Emmy Rosenfeld: Friedrich Spee von Langenfeld. Eine Stimme in der Wüste (= Quellen und Forschungen zur Sprach- und Kulturgeschichte der germanischen Völker. Neue Folge, 2). Walter de Gruyter & Co., Berlin 1958.
- Johannes Baptista Diel: Friedrich Spe. 2. umgearbeitete Auflage von Bernhard Duhr. Herder, Freiburg 1901.